# غوستا آدمسون
غوستا آدمسون (بالسويدية: Gösta Adamsson)‏ هو مجدف سويدي، ولد في 7 نوفمبر 1924 في أوسلو في النرويج، وتوفي في 14 يناير 2013 في Strömstad ‏ في السويد.

## وصلات خارجية
- غوستا آدمسون على موقع الاتحاد الدولي للتجديف (الإنجليزية)
- غوستا آدمسون على موقع اللجنة الأولمبية الدولية (الإنجليزية)
- غوستا آدمسون على موقع أوليمبيديا (الإنجليزية)
- غوستا آدمسون على موقع اللجنة الأولمبية السويدية (السويدية)